# John Doolittle
John Taylor Doolittle, född 30 oktober 1950 i Glendale, Kalifornien, är en amerikansk republikansk politiker. Han var ledamot av USA:s representanthus 1991-2009. Han var inblandad i Jack Abramoff-skandalen.
Doolittle gick i skola i Cupertino High School i Cupertino. Han avlade 1972 kandidatexamen i historia vid University of California, Santa Cruz och 1978 juristexamen vid University of the Pacific. Han var ledamot av delstatens senat 1981-1990.
Kongressledamoten Norman D. Shumway kandiderade inte till omval i kongressvalet 1990. Doolittle vann valet och efterträdde Shumway i representanthuset i januari 1991. Han omvaldes åtta gånger. FBI gjorde 2007 en husrannsakan i Doolittles bostad i Virginia i samband med Jack Abramoff-affären. Doolittle hade fått kampanjbidrag både från Abramoff och hans klienter samt andra förmåner som berodde på kopplingar till lobbyisten. Han är föremål för en federal brottsundersökning och han bestämde sig för att inte kandidera till omval i kongressvalet i USA 2008. Han efterträddes 2009 som kongressledamot av Tom McClintock.